# 南昌中学
南昌中学由南昌市第三中学更名而来，南昌市第三中学教育集团合并南昌八一中学为南昌中学教育集团。

## 南昌中学校区

### 总校区（九龙湖校区）
位于红谷滩区三清山大道3988号。2025年初建成，作为南昌中学总校区。

### 民德路校区（初中部）
位于南昌市东湖区民德路330号。1833年于此重建洪都书院，1902年奉旨改为“南昌府洪都中学堂”。1914年改组为省立二中，洪都中学停办。1925年九县共议重建洪都中学校。
1949年更名为“南昌市立中学”。1953年再改为南昌市第三中学。1963年被评定为省级重点中学。1996年民德路校区改为初中部。高中部迁至二七北路校区（2012年迁至青山湖校区）。
2016年成立南昌三中教育集团。2025年改名“南昌中学民德路校区”。

### 青山湖校区（高中部）
位于青山湖区塘山镇青山湖大道342号。原址为南昌师范高等专科学校校区。2012年，南昌师范高专搬迁至红角洲梅岭大道，并由南昌三中原二七北路高中部校区迁入。原二七北路校区则由育新学校初中部迁入。2025年1月改名“南昌中学青山湖校区”。

### 三经路校区（高中部）
位于南昌市东湖区三经路41号。1949年6月25日江西军区成立，陈奇涵任司令员。为解决军队干部子弟和烈属子女的教育问题，决定在军区所在的三经路和三纬路交叉的附近，建立一所集幼儿园、小学为一体的学校。学校建成开学的时间为1949年11月26日，学校命名为”江西军区干部子弟学校”，后更名为“江西军区八一小学校”，校长卫彬，袁育芳。1964年7月，原教育厅直辖的“江西军区八一小学校”的行政和业务管理权,划给市教育局，改名为“八一学校”。
2003年3月12日，八一学校合并南昌第十一中学为南昌市八一中学，该校区作为高中部，原叠山路南昌十一中校区为初中部。原八一学校小学部并入南昌师范附属实验小学。
2009年由普通中学升为省级重点中学。2016年9月经江西省军区政治部、南昌市教育局批准开办江西省首届高中“国防班”。
2025年1月，南昌市八一中学与南昌市第三中学合并为南昌中学，改名“南昌中学三经路校区”。

### 叠山路校区（初中部）
位于南昌市东湖区叠山路469号。1937年为省会天后宫小学。1957年南昌各区设立区办初中以区名命名，位于胜利区的省会天后宫小学改为胜利中学。
1966年更名为八一桥公社中学。1967年搬迁并入新建县恒湖共产广义劳动大学（现新建区恒湖中学）。
1970年原址成立南昌市第十一中学。1999年4月，在全省率先创办综合高中。2002年9月，被省教育厅确定为重点加强建设的普通中学。
2003年3月12日，与八一学校合为“南昌市八一中学”，该校区作为初中部。2025年1月，改名“南昌中学叠山路校区”。

## 南昌中学教育集团校区

### 高新校区
2013年以孺子学校创办九年一贯制的南昌三中高新校区，2016年增设艾溪湖校区，2023年增设艾溪湖校区二部。
2023年3月，南昌三中高新校区的三个校区作为总校与清华实验学校、昌东二中、昌东一中、昌东一小、昌东六小成立“南昌高新区第一教育集团”，作为高新教育集团的六大集团之一。
2025年1月，‌改名“南昌中学教育集团高新校区”。

#### 高新孺子校区
位于南昌市青山湖区京东大道1369号。2011年南昌高新区“孺子小学”改为九年制“南昌孺子学校”。
2013年改为“南昌三中高新校区”。2016年7月，更名为“南昌三中高新(孺子)校区”。
2025年1月，‌改名“南昌中学教育集团高新孺子校区”。

#### 高新艾溪湖校区一部
位于南昌市青山湖区贤俊路366号。2016年，成立“南昌三中高新（艾溪湖）校区”。
2025年1月，‌改名“南昌中学教育集团高新艾溪湖校区一部”。

#### 高新艾溪湖校区二部
南昌三中高新（艾溪湖）校区二部位于南昌市青山湖区东涂坊二街与东箭路交叉口，建成于2023年。
2025年1月，‌改名“南昌中学教育集团高新艾溪湖校区二部”。

### 青云谱校区
校区位于南昌市青云谱区博学路266号，南昌市青云谱实验学校于2008年10月开始建设至2010年2月底投入使用，为原“青云谱中学”和原“广州路小学”并入而成的九年一贯制学校。
2016年加入南昌三中教育集团改名“南昌三中青云谱校区”。
2020年与“南昌市昌南学校”组建“南昌三中青云谱校区教育联盟”（2022年“熊坊小学”加入并改名“青云谱实验学校教育集团”）。
2025年1月，‌改名“南昌中学教育集团青云谱校区”。

### 青山湖罗家校区
校区位于南昌市青山湖区东升大道1398号。2014年由罗家镇第一中学与义坊小学、石桥小学合并为九年一贯制的青山湖区义坊学校。与南昌三中联合办学成立“南昌三中青山湖罗家校区”。
2025年1月，‌改名“南昌中学教育集团青山湖罗家校区”。

### 青山湖临江校区
临江学校是位于江西省南昌市青山湖区临江商务区的九年一贯制学校。2021年开始建设，与南昌三中签署的框架协议合作办学，挂牌“南昌三中教育集团临江校区”。
2024年临江学校建成，3月至8月作为新才学校临时校区使用，9月开始第一批招生。2025年1月挂牌“南昌中学教育集团青山湖临江校区”。

### 进贤星火校区
校区位于进贤县民和镇，2019年由国营星火机械厂子弟学校改制为公办九年一贯制“星火学校”。2022年8月，‌改名进贤县第二初级中学教育集团星火校区。
2025年1月，‌挂牌“南昌中学教育集团进贤星火校区”。

### 二十三中校区
南昌市第二十三中学位于南京东路116号，是创办于1986年7月25日的完全中学，2017年挂牌“南昌三中教育集团二十三中校区”。
2021年7月9日，挂牌“南昌市交通航空职业学校”，实行普职融通。2025年1月，‌挂牌“南昌中学教育集团二十三中校区”。

### 新建望悦湖校区
联富学校正在建设中，位于南昌市新建区望城镇。